# Баялинов, Марклен Касымович
Марклен Касымович Баялинов (15 декабря 1933, село Кызыл-Аскер — 5 июля 2019, Бишкек) — советский киргизский государственный деятель, министр культуры Киргизской ССР (1985—1989), либреттист.

## Биография
Родился  в селе Кызыл-Аскер (ныне во Фрунзе) в семье народного писателя Киргизской ССР Касымалы Баялинова (1902—1979).
В 1955 году окончил Киргизский государственный университет. В том же году начал трудовую деятельность в аппарате министерства культуры Киргизской ССР — инспектором, заместителем начальника, начальником отдела по делам искусств. В середине 1960-х выступил инициатором ежегодных фестивалей «Весна Ала-Тоо» с участием выдающихся мастеров вокала и хореографии, солистов Большого и Ленинградского театров, мастеров искусств из Тбилиси, Алматы, Кишинева, Ташкента.
В 1970—1972 годы — первый заместитель министра культуры Киргизской ССР, затем — председатель Государственного комитета по кинематографии Киргизской ССР (1972—1984), генеральный директор Киргизского государственного театра оперы и балета имени А. Малдыбаева (1984—1985).
В 1985—1989 годы — министр культуры Киргизской ССР.
В июне 1990 года участвовал в работе 6-го съезда Союза кинематографистов СССР; рассматривался кандидатом на должность председателя совета Федерации киносоюзов, но взял самоотвод.
Избирался депутатом Верховного Совета Киргизской ССР 9-11-го созывов.

## Творчество
Создатель либретто балета-оратории «Материнское поле» (1975); композитор балета К. Молдобасанов был удостоен Государственной премии СССР и либретто по мотивам романа Чингиза Айтматова «И дольше века длится день», положенное в основу балета в двух актах «Манкурт».
Собирал и переводил на русский язык киргизские пословицы и поговорки, которые вышли отдельным сборником.

## Отзывы
Мне приходилось работать с Маркленом Касымовичем Баялиновым, когда он стал министром. М. Баялинов — человек высокой культуры, настоящий интеллигент, эрудит, обладающий обширными знаниями. При этом, очень скромный и с высочайшим тактом. Красавец-мужчина.

Он очень тонко понимал практически все сферы культуры и искусства.

К сожалению, после развала СССР, когда национальная культура оказалась в глубоком ступоре, новое руководство почему-то не вспомнило М. Баялинова. Его опыт и знания по обустройству национальной культуры очень бы пригодились в то время. Этого не произошло. А жаль.
Мы не всегда ценим что имеем.— Жаныш Кулмамбетов, драматург и режиссёр

## Награды и звания
Награжден орденом Трудового Красного Знамени и несколькими медалями, был удостоен почетного звания «Заслуженный деятель культуры Кыргызской Республики».